# Gouvernement Ahmed Qoreï de février 2005
À la mort de Yasser Arafat, après la nomination de Mahmoud Abbas à la présidence de l'Autorité palestinienne, le Premier ministre en exercice, Ahmed Qoreï, accepte de former un nouveau cabinet le 24 février 2005, après de nombreuses révisions demandées sous la pression par des dirigeants du Fatah.
Voici la composition de ce 9e gouvernement palestinien dans l'histoire de l'Autorité palestinienne (créée en 1994). La liste suivante montre l'évolution du gouvernement par rapport au 8e gouvernement palestinien.
- Premier ministre : Ahmed Qoreï (Abou Alaa)
- Vice-premier ministre et ministre de l'information : Nabil Shaath (change de portefeuille)
- Ministre des finances : Salam Fayyad (inchangé)
- Ministre de la santé : Zihni Al-Wihedi (nouveau)
- Ministre des affaires étrangères : Nasser Al-Qidwa (nouveau)
- Ministre de l'éducation : Naïm Aboul Homous (inchangé)
- Ministre des collectivités locales : Khaled Al-Qawasmeh (nouveau)
- Ministre des travaux publics et logement : Mohammad Shtayyeh (nouveau)
- Ministre de l'intérieur et de la sécurité nationale : Nasr Youssef (nouveau)
- Ministre de l'économie : Mazen Sounoukrot (nouveau)
- Ministre de la justice : Farid Al-Jalad (nouveau)
- Ministre du travail et des affaires sociales : Hassan Abou Libdeh (nouveau)
- Ministre des communications et de la technologie : Sabri Saydam (nouveau)
- Ministre chargé des prisonniers : Soufiane Abou Zaydeh (nouveau)
- Ministre de la culture : Yehya Yakhlaf (inchangé)
- Ministre de la planification : Ghassan Al-Khatib (change de portefeuille)
- Ministre du tourisme : Ziyad Al-Bandak (nouveau)
- Ministre des transports : Saadeddine Kharma (nouveau)
- Ministre de l'agriculture : Walid Abed Rabbo (nouveau)
- Ministre des sports et de la jeunesse : Sakher Bseisso (nouveau)
- Ministre des affaires civiles : Mohammed Dahlan (nouveau)
- Ministre de la condition féminine : Zahira Kamal (inchangée)
- Ministre des affaires religieuses et du Waqf : Youssef Salameh (nouveau)
- Secrétaire d'État : Hind Khoury (nouveau)
- Secrétaire d'État : Ahmad Majdalani (nouveau)
- Secrétaire général du gouvernement : Samir Hleileh (nouveau)

Le 26 janvier 2006, au lendemain des élections législatives palestiniennes de 2006, Qorei déclare « Il faut respecter le choix du peuple. Le parti qui a obtenu la majorité doit former le gouvernement », puis démissionne de son poste de Premier ministre, annonçant le succès du mouvement islamiste Hamas dans ce scrutin.